# Ezpalak
Ezpalak és una banda de rock dur alternatiu basc de Zestoa (Guipúscoa) nascuda l'any 2019. La seva música està inspirada en el rock alternatiu dels anys 90, amb sons fuzz i riffs potents que barregen amb veus melòdiques, així com principalment la influència de la música basca alternativa. Han citat com a referències a Ty Segall, Thee Oh Sees, Foals, Queens Of Stone Age, Nirvana, Alice In Chains, Smashing Pumpkins, Sonic Youth, Dinosaur Jr., i Berri Txarrak. El nom de la banda significa "estelles" que al·ludeix a la seva relació amb els seus referents musicals i com anaren creant la banda i el seu propi estil, tot i que el guitarra de la banda Eñaut també ha declarat que el nom sorgí d'un disc d'una anterior banda seva Seiurte de Berriz (Biscaia) i que es relacionà també amb com les cançons podrien ser pensades com estelles, o a com es va formar la banda amb membres de diverses altres bandes.

## Membres
- Eñaut Gaztañaga (guitarra)
- Unai Eizagirre (baix elèctric)
- Juanjo Berasain (veu)
- Janardana Iglesias (bateria)[4]

### Antics membres
- Xabi Arrieta (2019-2021)

## Discografia

### Àlbums d'estudi
- Ezpalak (2019)[9]
- Kolpatu Topatu (2021)[10]
- Hortz Aina Hots (2022)[7]
- Gatza (2024)[8][11]

### Singles
- Itzala (2020)
- Tristura (2020)
- Hegan edo hilik (2020)
- Kontran (2022)
- Zu Izan (2022)
- Lehertu Arte (2022)
- Laberinto (2024)
- Nola Ahaztu (2024)

### Àlbums en directe
- Lagunekin Zuzenean (2023)[12]